# FC 퓨니크
FC 퓨니크(아르메니아어: Ֆուտբոլային Ակումբ Փյունիկ Երեւան)은 아르메니아에서 인기있는 축구 클럽 가운데 하나이다. 퓨니크의 이전이름은 아르메니쿰 예레반(Armenikum Yerevan)이다. 2001년에 승격하게 되면서 현재의 FC 퓨니크란 이름으로 변경하였다. 퓨니크는 아르메니아의 수도인 예레반에 있는 나이리 경기장을 홈구장으로 사용하고 있다.

## 역사
1992년에 창단된 퓨니크(Pyunik는 아르메니아어로 불사조(Phoenix)를 뜻함)은 아르메니아 프리미어리그 7회 우승기록을 자랑하고 있다. 또한 아르메니아 컵 3회 우승, 아르메니아 슈퍼컵 5회 우승기록을 가지고 있다. 퓨니크는 아르메니아 프리미어리그가 만들어진 1992년부터 아르메니아에서 가장 훌륭한 클럽으로 간주되고 있고, 현재 가장 강력하고 안정적인 팀으로 여겨지고 있다. 퓨니크의 전성기는 2001년에 아르메니아인 경영자인 루벤 하이라페탼(Ruben Hayrapetyan)이 클럽을 인수하면서 시작되었다. 그러면서 아르메니아의 스타 플레이어를 영입하였다. 퓨니크는 여기에 만족하지 않고 아프리카와 아르헨티나, 후에는 루마니아에서 외국인 선수를 영입하였다. 이러한 발전을 토대로 그 해 리그를 우승하고 다음 해인 2002년에 아르메니아 컵 우승을 차지했다. 그 후 아르메니아가 독립한 이후 최초로 UEFA 챔피언스리그 예선2라운드까지 진출한 팀이 되었다. 2001년부터 7회 연속 아르메니아 프리미어리그 우승을 하였다. 2007시즌에 퓨니크의 운영 방침이 바뀌어 외국인 선수들을 내보내고 아르메니아 선수들로만 리그를 운영하였다. 외국인 선수가 없음에도 불구하고, 퓨니크는 7명의 아르메니아 축구 국가대표팀 선수를 포함하여 여전히 우승에 근접해있다.

## 명칭
FC 퓨니크라는 명칭은 FC 킬리키아(FC Kilikia Yerevan)이 1995년부터 1999년까지 FC 퓨니크 예레반이란 이름으로 사용한 명칭이다. 킬리키아는 이 명칭을 사용하기 전에 호메네트멘 예레반(Homenetmen Yerevan)이라는 명칭으로 1992년에 리그 공동우승을 차지하였다. 그리고 FC 퓨니크란 명칭으로 1995-96, 1996-97시즌을 우승한 기록이 있다. 하지만 FC 킬리키아는 2001시즌에 1경기만 치르고 리그를 포기하여 2부리그로 강등되었다. 2002년과 2003시즌을 2부리그에서 보내고 2003시즌에 2부리그 1위로 승격하여 2004시즌부터 아르메니아 프리미어리그에서 플레이하고 있다. 이에 아르메니아 축구 협회는 호메네트멘 예레반–FC 퓨니크 예레반–FC 킬리키아 예레반으로 이어진 킬리키아의 퓨니크를 현재의 퓨니크와 동일 팀으로 간주하고 있다. 하지만 현재의 FC 퓨니크와 이전에 세번 우승한 FC 킬리키아의 FC 퓨니크와는 엄격히 말하자면 서로 다른 팀이다.

## 유럽 대회
FC 퓨니크는 2007-08시즌까지 포함하여 총 8번의 유럽 대회 진출 경험을 가지고 있다. 그중 7회는 UEFA 챔피언스리그이고, 단 1회만이 UEFA컵 진출이다. 1996-97시즌에 유럽대회 첫 진출이자 UEFA컵 첫 진출을 하여 예선1회전에서 핀란드의 HJK 헬싱키에 1승 1패 합계 5-6으로 패하였다. 그 후 1997-98시즌에 챔피언스리그에 처음 진출하였는데, 이는 모두 이전 FC 퓨니크가 기록한 성적이다. 현재의 FC 퓨니크는 2002-03시즌에 첫 출전하여 챔피언스리그에 계속 진출하고 있다. 최고성적은 2002-03, 2003-04, 2004-05, 2007-08시즌의 예선2회전 진출이다.

## 역대 성적
- 아르메니아 프리미어리그

우승 (13) : 2001, 2002, 2003, 2004, 2005, 2006, 2007, 2008, 2009, 2010, 2015, 2022, 2024
- 아르메니아 컵

우승 (2) : 2002, 20042
준우승 (1) : 2006
- 아르메니아 슈퍼컵

우승 (4) : 2001, 2004, 2005, 2007
준우승 (2) : 2002, 2006

## 선수 명단

### 현역
참고: FIFA 자격 규정에 따라 소속된 국가대표팀 국기를 표시합니다. 선수는 복수의 FIFA 비회원국 국적을 가지고 있을 수 있습니다.
| 번호 | 포지션 | 국적       | 이름            |
| ---- | ------ | ---------- | --------------- |
| 6    | DF     |            | 주닝요          |
| 14   | FW     | 나이지리아 | 유수프 오투반조 |
| 15   | DF     |            | 미하일 코발렌코 |
| 20   | MF     |            | 루카스 빌레라   |
| 23   | FW     |            | 바그네르        |

| 번호 | 포지션 | 국적       | 이름              |
| ---- | ------ | ---------- | ----------------- |
| 79   | DF     | 우크라이나 | 세르히 바쿨렌코   |
| 95   | DF     | 우크라이나 | 안톤 브라트코프   |
| -    | GK     |            | 니키타 알렉세예프 |

## 같이 보기
- 아르메니아 축구 연맹